# 洮河县
洮河县，隋朝时设置的县，治所在今甘肃省碌曲县东。
仁寿元年（601年）改广恩县置洮河县，属旭州。大业二年（606年），改洮河县为洮阳县，废除旭州，洮阳县改属洮州。次年，洮州改为临洮郡。